# Nyetimber
Nyetimber – osada w Anglii, w West Sussex. Leży 4,3 km od miasta Bognor Regis, 6,9 km od miasta Chichester i 93,1 km od Londynu. Nyetimber jest wspomniana w Domesday Book (1086) jako Nitinbreham.